# Мегз (окръг, Тенеси)
Окръг Мегз (на английски: Meigs County) е окръг в щата Тенеси, Съединени американски щати. Площта му е 562 km², а населението – 11 086 души (2000). Административен център е град Дикейтър.